# NOWHERE (MAGICのアルバム)
「NOWHERE」（ノー・ホエア）は日本のロカビリーバンド、MAGIC2枚目のオリジナル・アルバム。1991年4月21日にメルダックから発売。
後にデジタルリマスターされた再発CDが2017年10月4日に発売。

## 批評
CDジャーナルは「バンド名などからは想像できない甘ったるいロカビリーで、ウッド・ベース入りの典型的なスタイル。歌詞も“不良”の世界。ささやかで素朴である。軽くてオトコである。平和である。」と評した。

## 収録曲
全作詞：上澤津孝　全作曲：山口憲一（4以外）久米浩司（4）　全編曲：MAGIC
1. take two（2:26）[2]
2. ブラッディ・マリーの夜（3:38）[2]
3. セカンド・チャンス（3:23）[2]
4. C-Boy Blue（3:12）[2]
5. OH! SHIT!（3:09）[2]
6. Still…（4:06）[2]
7. one (K) night（3:20）[2]
8. ジェニー（2:46）[2]
9. TOPS AND BOTTOMS（2:59）[2]
10. SEASIDE WALK（5:24）[2]